# Alexandr Vasiljevič Gitalov
Alexandr Vasiljevič Gitalov (rusky Александр Васильевич Гиталов; 14. května jul. / 27. května greg. 1915 – 17. března 1994 Moskva) byl sovětský zlepšovatel zemědělské výroby, dvojnásobný hrdina socialistické práce (1948, 1958). V roce 1934 ukončil kurs traktoristů, od roku 1936 pracoval jako vedoucí traktoristů Kolchozu 20. sjezdu KSSS v Novoukrajinském rajónu Kirovogradské oblasti Ukrajiny. Účastnil se 2. světové války. Od roku 1948 byl členem KSSS.